# Ectomicorriza

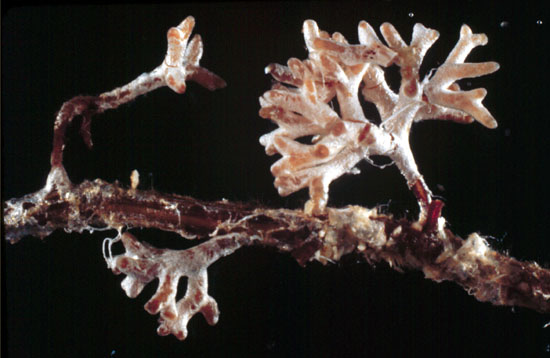
Ectomicorrize tra Amanita muscaria e Pinus radiata

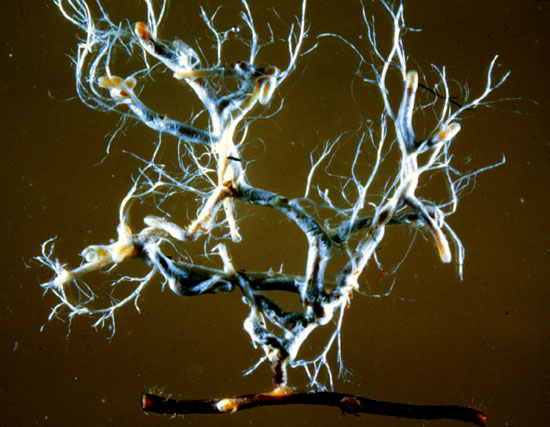
Ectomicorrize tra Cortinarius spp. e Abete di Douglas

Fra le diverse tipologie micorriziche note, le ectomicorrize interessano in modo particolare molte delle piante d'alto fusto degli ecosistemi forestali (es. Fagus, Picea, Pinus, Quercus), da quelli scandinavi, agli alpini, dai temperati ai mediterranei, dalle formazioni boschive di savana tropicale o subtropicale, alle foreste pluviali.
Anche le specie fungine coinvolte, tutte ipogee, sono molteplici. Esse appartengono agli Ifomiceti (es. Cenococcum), Zigomiceti (es. Endogone), Ascomiceti (es. Elaphomyces, Tuber), ma soprattutto ai Basidiomiceti (es. Amanita, Boletus, Russula).
Anche se generalmente una specie fungina può formare ectomicorrize con molte specie vegetali (ad esempio Pisolithus tinctorius può stabilire una simbiosi con più di 70 specie), in alcuni casi l'affinità è maggiore, fino ad arrivare ad essere specifica della specie, come nel binomio Boletus elegans - Larix decidua.
Qualora le caratteristiche ambientali e pedologiche siano adeguate alla micorrizazione il fungo, attirato chemiotatticamente dagli essudati radicali, inizia la colonizzazione della superficie esterna dell'apice avvolgendo quest'ultimo con un rivestimento miceliale chiamato mantello o micoclena, il cui spessore complessivo può anche superare quello del diametro dell'apice stesso. Interagendo con la pianta, inoltre, produce dei regolatori di crescita che inibiscono la produzione dei peli radicali e inducono l'eventuale ramificazione laterale dell'apice, la cui disposizione spaziale generalmente dipende dalle specie coinvolte. Contemporaneamente, le ife gradualmente si insinuano fra le cellule corticali (senza penetrare al loro interno né interessando i meristemi preposti all'allungamento dell'apice o i tessuti vascolari) fino a raggiungere quelle epidermiche in un intreccio chiamato reticolo di Hartig.
Dalle cellule esterne della micoclena, inoltre, possono propagarsi nel terreno alcune strutture fungine distinguibili in cistidi, ife emananti e rizomorfe, la cui presenza e morfologia hanno importanza sistematica. 
In funzione della specie fungina, del suo livello energetico, dello stato fisiologico della pianta e del manifestarsi di adeguate condizioni meteoriche e climatiche, le ife emananti e le rizomorfe possono colonizzare altri apici non ancora micorrizati e originare il corpo fruttifero del fungo a livello ipogeo (es. Tuber) o epigeo (es. Boletus). 
La sola presenza della micorriza, quindi, è una condizione necessaria ma non sufficiente alla produzione del corpo fruttifero. Ciò giustifica il fatto, comunque non generalizzabile, che la produzione di funghi è maggiore in boschi sani e maturi, soprattutto dove la durata della stagione vegetativa permette una sufficiente e prolungata fotosintesi (il 10-20% dei fotosintati vengono utilizzati direttamente dal fungo o da esso trasformati in composti di riserva) e qualora si manifesti un'adeguata idratazione del terreno. 
Mentre i benefici dell'ectomicorrizazione per il fungo possono essere riassunti nel più facile approvvigionamento di nutrienti e nella possibilità di completare il proprio ciclo biologico, gli effetti della simbiosi sulla pianta consistono nel miglioramento della nutrizione minerale e idrica e nella maggior resistenza a stress di origine abiotica e biotica, con un conseguente miglioramento dello stato fisiologico, vegetativo e sanitario della pianta.
La micoclena, infatti, oltre ad aumentare sensibilmente la superficie di contatto complessiva tra apice e terreno, incrementa l'assorbimento idrico e nutrizionale (es. azoto, fosforo, potassio, rame, zinco), mobilizza nutrienti minerali a partire da proteine, elabora e trasporta sostanze di crescita di tipo auxinico e citochininico e funge da filtro nei confronti di molti metalli pesanti (es. alluminio, cadmio, nichel, stronzio) (Abuzinadah e Read, 1986; Boyd et al., 1986; Rousseau et al., 1994). La sua presenza, inoltre, migliora la protezione fitosanitaria della pianta. Infatti, oltre a costituire una barriera fisica alla penetrazione di eventuali parassiti e a modificare qualitativamente e quantitativamente gli essudati radicali emessi nella rizosfera, produce composti tossici nei confronti di molti patogeni fungini del terreno (Govi, 1986; Marx, 1982). 
Tali effetti risultano amplificati qualora dalla micoclena emanino cistidi, ife o rizomorfe che, utilizzati come prolungamento del sistema radicale, aumentano considerevolmente il volume di terreno esplorato (micorrizosfera). In questo caso, comunque, l'efficienza dipenderà dalla quantità e dalla tipologia dell'elemento emanante; sarà minore nel caso in cui la micorriza produca solo cistidi, via via crescente in presenza di ife e di rizomorfe e massima qualora siano contemporaneamente presenti le tre strutture e per ciascuna di esse ne sia massimizzata la quantità, la lunghezza, la ramificazione e il grado evolutivo. Basti pensare che le ife sono molto più sottili di un pelo radicale (da 2 a 5 volte) e che alcune rizomorfe possono estendersi fino a 40-50 cm dall'apice d'origine (es. Suillus bovinus) e trasferire così alla pianta minerali situati esternamente alla rizosfera. 
Una volta assorbiti, i nutrienti vengono accumulati temporaneamente nella micoclena e ceduti gradualmente alla pianta attraverso il reticolo di Hartig, assicurando così uno sviluppo più equilibrato e continuo della pianta. 
Dato che l'ectomicorrizazione è il risultato di una complessa serie di interazioni dinamiche che coinvolgono aspetti vegetativi, nutrizionali, fisiologici e fitosanitari, e che esiste una relazione positiva tra salute della pianta ed ectomicorrizazione, da un punto di vista gestionale lo stato micorrizico (proporzione di apici micorrizati e specie fungine coinvolte) potrebbe diventare un interessante parametro per valutare sinteticamente la salute di una pianta o di un popolamento forestale.
Inoltre, la simbiosi può essere indotta artificialmente in sede vivaistica mediante l'inoculazione artificiale di una o più specie fungine selezionate per le loro caratteristiche. Ciò può essere necessario sia per motivi colturali, nel caso in cui sia debba effettuare una ricostituzione boschiva in situazioni ambientali anomale (suoli decapitati, inquinati, caratterizzati da un'insufficiente o incostante disponibilità di acqua e nutrienti o dalla presenza di parassiti delle radici) sia commerciali, qualora si vogliano produrre con regolarità sufficienti quantità di corpi fruttiferi di alcune specie pregiate (es. Tuber).